# Liste der Monuments historiques in Monswiller
Die Liste der Monuments historiques in Monswiller führt die Monuments historiques in der französischen Gemeinde Monswiller auf.

## Liste der Objekte
| Bezeichnung                                | Beschreibung | Standort                                        | Kennzeichnung | Schutzstatus | Datum      | Bild           |
| ------------------------------------------ | --- | ----------------------------------------------- | ------------- | ------------ | ---------- | -------------- |
| Skulptur Madonna mit Kind                  | Holz, farbig gefasst, erste Hälfte des 15. Jahrhunderts                                                            | in der Kirche Notre-Dame-de-l’Assomption (Lage) | PM67000619    | Classé       | 1982       |                |
| Monstranz                                  | Kupfer, vergoldet, Anfang des 19. Jahrhunderts                                                                     | in der Kirche Notre-Dame-de-l’Assomption (Lage) | PM67001670    | Inscrit      | 1985       |                |
| Gemälde Kreuzabnahme und Beweinung Christi | Ölfarbe auf Leinwand, 19. Jahrhundert                                                                              | in der Kirche Notre-Dame-de-l’Assomption (Lage) | PM67001678    | Inscrit      | 1985       |                |
| Gemälde Marienkrönung                      | Ölfarbe auf Leinwand, 18. oder 19. Jahrhundert                                                                     | in der Kirche Notre-Dame-de-l’Assomption (Lage) | PM67001679    | Inscrit      | 1985       |                |
| Kanzel                                     | Holz, farbig gefasst und vergoldet, 1736                                                                           | in der Kirche Notre-Dame-de-l’Assomption (Lage) | PM67000618    | Classé       | 1982       | weitere Bilder |
| Orgel                                      | Ensemble aus PM67000615 und PM67001121                                                                             | in der Kirche Notre-Dame-de-l’Assomption (Lage) | PM67001057    | Classé       | 1982 2000  | weitere Bilder |
| Orgelprospekt und Emporenbrüstung          | 1752/53 von Johann Georg Rohrer für die Kirche St-Georges in Haguenau gebaut, 1866 nach Monwiller versetzt         | in der Kirche Notre-Dame-de-l’Assomption (Lage) | PM67000615    | Classé       | 1982       | weitere Bilder |
| Instrumentalteil der Orgel                 | 1752/53 von Johann Georg Rohrer für die Kirche St-Georges in Haguenau gebaut, 1866 nach Monswiller versetzt        | in der Kirche Notre-Dame-de-l’Assomption (Lage) | PM67001121    | Classé       | 2000       | weitere Bilder |
| Gemälde Auferstehung Christi               | Ölfarbe auf Leinwand, 18. oder 19. Jahrhundert                                                                     | in der Kirche Notre-Dame-de-l’Assomption (Lage) | PM67001680    | Inscrit      | PM67001680 |                |
| Pietà                                      | Holz, farbig gefasst und vergoldet, 16. Jahrhundert                                                                | in der Kirche Notre-Dame-de-l’Assomption (Lage) | PM67000622    | Classé       | 1982       |                |
| Ensemble aus 85 Votivbildern               | Farbe auf Holz, Leinwand, Pappe und Papier, 1795 bis 1918                                                          | in der Kirche Notre-Dame-de-l’Assomption (Lage) | PM67000626    | Classé       | 1982       | weitere Bilder |
| Zwei Seitenaltäre                          | jeweils Altartisch, Retabel und eine Skulptur(engruppe); Holz, farbig gefasst, und Marmor, 18. und 19. Jahrhundert | in der Kirche Notre-Dame-de-l’Assomption (Lage) | PM67001668    | Inscrit      | 1985       | weitere Bilder |
| Reliquienmosntranz                         | Kupfer, versilbert, 19. Jahrhundert                                                                                | in der Kirche Notre-Dame-de-l’Assomption (Lage) | PM67001671    | Inscrit      | 1985       |                |
| Skulptur Heiliger Alois von Gonzaga        | Holz, farbig gefasst und vergoldet, 19. Jahrhundert                                                                | in der Kirche Notre-Dame-de-l’Assomption (Lage) | PM67001676    | Inscrit      | 1985       |                |
| Sechs Beichtstühle                         | Holz, um 1730 | in der Kirche Notre-Dame-de-l’Assomption (Lage) | PM67000616    | Classé       | 1982       |                |
| Gemälde Mariä Verkündigung                 | Ölfarbe auf Leinwand, 18. Jahrhundert                                                                              | in der Kirche Notre-Dame-de-l’Assomption (Lage) | PM67000621    | Classé       | 1982       |                |
| Sieben Gemälde Marienleben                 | Ölfarbe auf Leinwand, im Chorraum maroufliert, 1882 von Martin von Feuerstein                                      | in der Kirche Notre-Dame-de-l’Assomption (Lage) | PM67000625    | Classé       | 1982       | weitere Bilder |
| Kelch                                      | Silber, vergoldet, zweite Hälfte des 19. Jahrhunderts                                                              | in der Kirche Notre-Dame-de-l’Assomption (Lage) | PM67001669    | Inscrit      | 1985       |                |
| Zwei Leuchter                              | Bronze, versilbert, um 1820                                                                                        | in der Kirche Notre-Dame-de-l’Assomption (Lage) | PM67001672    | Inscrit      | 1985       |                |
| Kasel                                      | verschiedene Gewebe und Metallfaden, 1820                                                                          | in der Kirche Notre-Dame-de-l’Assomption (Lage) | PM67001673    | Inscrit      | 1985       |                |
| Pluviale                                   | verschiedene Gewebe und Metallfaden, 1820                                                                          | in der Kirche Notre-Dame-de-l’Assomption (Lage) | PM67001674    | Inscrit      | 1985       |                |
| Gemälde Kreuzigung                         | Ölfarbe auf Leinwand, 1866                                                                                         | in der Kirche Notre-Dame-de-l’Assomption (Lage) | PM67001677    | Inscrit      | 1985       |                |
| Blocke                                     | Bronze, 1648 | in der Kirche Notre-Dame-de-l’Assomption (Lage) | PM67000617    | Classé       | 1982       |                |
| Hauptaltar                                 | Altartisch, Tabernakel und Retabel; Holz, farbig gefasst, Marmor und Stuck, 1761                                   | in der Kirche Notre-Dame-de-l’Assomption (Lage) | PM67000620    | Classé       | 1982       | weitere Bilder |
| Skulptur Madonna mit Kind                  | Holz, farbig gefasst, 18. Jahrhundert                                                                              | in der Kirche Notre-Dame-de-l’Assomption (Lage) | PM67000623    | Classé       | 1982       |                |
| Kruzifix                                   | Holz, farbig gefasst, 18. oder 19. Jahrhundert                                                                     | in der Kirche Notre-Dame-de-l’Assomption (Lage) | PM67000624    | Classé       | 1982       |                |
| Skulptur Maria Immaculata                  | Holz, vergoldet, 18. oder 19. Jahrhundert                                                                          | in der Kirche Notre-Dame-de-l’Assomption (Lage) | PM67001675    | Inscrit      | 1985       |                |